# Wapenmakersstraat
De Wapenmakersstraat is een straat in Brugge.

## Beschrijving
De naam van deze straat komt als Wapenstraat voor in documenten van 1353 en 1358. Vanaf 1363 werd het Wapenmakersstraat. Zowel Karel Verschelde als Adolf Duclos verklaarden de naam door het feit dat één of meerdere wapenmakers in deze straat woonden. Albert Schouteet bleef er sceptisch over, maar bood geen andere uitleg aan.
Het kan ook dat een familie De Wapenmaecker in de straat woonde, hoewel hiervan geen enkel bewijs bestaat.
Een voornaam inwoner van de straat was de rijke poorter Pieter van Campen (†1464). Tussen 1424 en 1443 was hij raadslid en schepen van de stad Brugge. Hij was ook houder van de heerlijkheid Stuvenberch in Sint-Michiels. In 1436 stichtte hij, samen met zijn vrouw, een beluik van tien godshuizen voor verarmde weduwen op de hoek van de Boeveriestraat en de Gloribusstraat.
De Wapenmakersstraat loopt van de Philipstockstraat naar het Sint-Jansplein. De straat is vooral bekend omdat er zich de ingang bevindt van het Lyceum Hemelsdale, voormalig huis genaamd 'De Lecke' of in de 19de eeuw 'Hotel de 't Serclaes'.
In de 18de eeuw werd De Lecke bewoond door de kanunniken van Outryve en na hen door Jean-Jacques van Outryve de Merckem.